# Xylia
Xylia es un género de planta perteneciente a la familia de las fabáceas.  Comprende 16 especies descritas y de estas, solo 9 aceptadas.

## Taxonomía
El género fue descrito por George Bentham  y publicado en Journal of Botany, being a second series of the Botanical Miscellany 4: 417–418. 1842.

## Especies aceptadas
A continuación se brinda un listado de las especies del género Xylia aceptadas hasta agosto de 2012, ordenadas alfabéticamente. Para cada una se indica el nombre binomial seguido del autor, abreviado según las convenciones y usos.
- Xylia africana Harms
- Xylia evansii Hutch.
- Xylia fraterna (Vatke) Drake
- Xylia ghesquierei Robyns
- Xylia hoffmannii (Vatke) Drake
- Xylia mendoncae Torre
- Xylia schliebenii Harms
- Xylia torreana Brenan
- Xylia xylocarpa (Roxb.) Taub.